# Шнайдер, Дороти
Дороти Шнайдер (нем. Dorothee Schneider; род. 17 февраля 1969 года, Майнц, Германия) — немецкая спортсменка, наездница, мастер верховой езды. Дороти живёт во Фрамерсхайме, участвует в спортивных состязаниях ассоциации Frankfurt Tournament Stable Schwarz-Gelb eV.

## Карьера

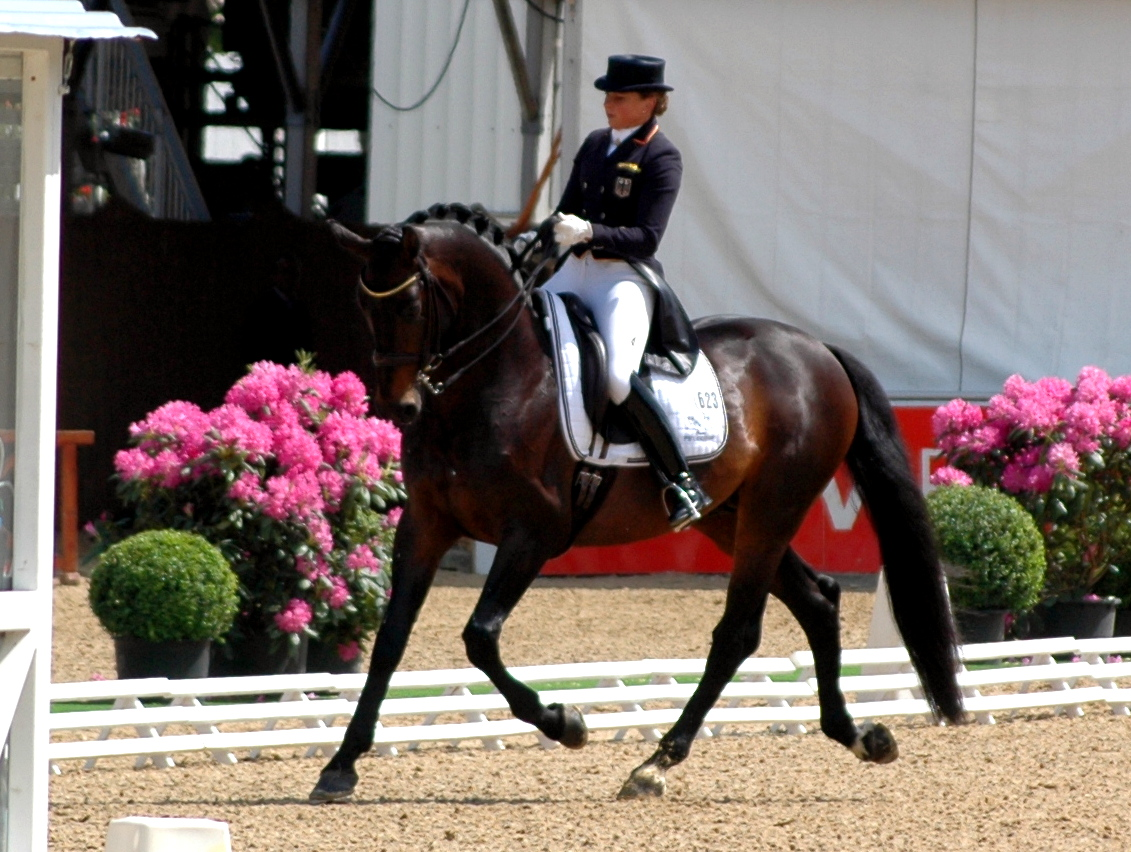
Дороти Шнайдер с прогнозом на CDI 5 * Munich-Riem 2013

С детства Дороти Шнайдер окружали лошади. Ее отец, Ханс-Эберхард Шнайдер, сам был наездником, участвовал в сложных тестах по выездке до среднего уровня и судил тесты по выездке до уровня Гран-при, он также был активным коневодом. До начала 1980-х годов семья была арендаторами владений Mechtildshausen недалеко от Висбадена, где у них была ферма. Здесь отец обучал Дороти ездить верхом.
После окончания школы Шнайдер изучала ветеринарную медицину. Однако в год выпуска семья была вынуждена покинуть владение, потому что его предполагалось использовать в качестве молодежного проекта. Поэтому вся семья переехала во Фрамерсхайм, где купила конноспортивный комплекс и открыла собственный бизнес. Поэтому Дороти Шнайдер отказалась от своего плана и продолжила помогать бизнесу своих родителей. В то же время она начала учиться на банковского служащего.
После завершения обучения банковскому делу, Дороти стала изучать управление лошадьми с упором на разведение и содержание их на ферме ее родителей. Шеайдер сдалаэкзамен на мастера по управлению лошадьми, в качестве дополнительной записи она также сдала экзамен наездника, а затем и экзамен мастера по управлению лошадьми в области верховой езды. Так как в семейном бизнесе также содержатся жеребцы, она также обучалась на помощницу по осеменению.
В 2000 году она возглавила семейный бизнес с несколькими сотрудниками.

## Спортивная карьера
Шнайдер начала свою карьеру в спорте с тракененского серого мерина Протеже, который был серьезно травмирована и вылечен отцом Дороти Шнайдер. Таким образом, она прошла свой первый тест по верховой езде в возрасте восьми лет, а в последующие годы Дороти с отцом прошли путь до тестов по выездке среднего уровня. С помощью катапульты, запряженной лошадьми, она стала чемпионом Гессена среди юниоров и была принята в национальную команду. Шнайдер выступила на своем первом Гран-при по выездке с жеребцом Ван Дейком . Ранее она вместе с ним принимала участие в бундесчемпионате. В 1994 году награждена Золотым знаком верховой езды.
Вместе с Кайзеркульт, Дороти Шнайдер выиграла Бундесчемпионат среди шестилетних выездковых лошадей в 2004 году. В 2006 году они оба заняли второе место в финале Nuremberg Burg Cup. За этим последовало много успехов в продвинутом классе.
В конце 2011 года Шнайдер получил возможность кататься на кобыле Diva Royal до следующего года при посредничестве тогдашнего национального тренера Хольгера Шмезера. Это принадлежит матери Стеллы Шарлотт Рот, ученице Дороти Шнайдер.  В 2010 году Рот был частью команды чемпионата Европы среди молодых наездников Германии с единственной восьмилетней Дивой Роял.  В декабре 2011 года компания Schneider впервые представила компанию Schneider на тестовом этапе Кубка мира, конном шоу Festhalle во Франкфурте. Здесь она заняла третье место с Diva Royal.
За этим последовали дальнейшие хорошие места в турнирах высокого класса в течение года. На чемпионате Германии Шнайдер и Дива Роял заняли пятое место в Grand Prix Special и четвертое место в фристайле. В результате она была принята в отряд всадников по выездке  и получила возможность участвовать в турне CDI 4 * в CHIO Aachen. Из-за болезни ее коллеги по клубу Матиаса Александра Рата она была номинирована за немецкую команду в турне CDIO 5 * по КИО Аахен. Благодаря очень хорошему выступлению (например, третье место на Гран-при по фристайлу) она стала командным гонщиком на гонках.Номинация на Олимпийские игры. Вместе с Кристиной Шпрехе и Хелен Лангеханенберг она выиграла серебряную медаль в командных соревнованиях по выездке.
После Олимпийских игр Стелла Шарлотт Рот снова стала владельцем Diva Royal, Шнайдер успешно выступил на кобыле Forward Looking на уровне Гран-при в дополнение к молодым выездковым лошадям. В рейтинге Forward Looking она заняла шестое место (Гран-при по фристайлу) и седьмое (Гран-при специальный) на чемпионате Германии в 2014 году.
С лета 2013 года Дороти Шнайдер взяла на себя верховую езду и тренировку нескольких лошадей, принадлежащих семье Эдвина Коля (основателя Kohlpharma ), на которых ранее ездил Патрик Киттель, а затем ненадолго Улла Зальцгебер.  В начале 2014 года она была с одной из этих лошадей, с Сильвано , недавно добившаяся большого международного успеха: на турнире CDI 4 * в Граце она выиграла как Гран-при, так и Гран-при по фристайлу. На чемпионате Германии в июне 2015 года она заняла пятое место в Гран-при по фристайлу с десятилетним черным мерином Сент-Эмильоном.
На Hanoverian Showtime она выиграла специальный Гран-при на Мюнхене в помещении 2015 с результатом более 80 процентов. На чемпионате Германии в 2016 году в Бальве Шнайдер впервые с Showtime стал чемпионом Германии в Гран-при по фристайлу, выиграв серебряную медаль на Grand Prix Spécial днем ранее. В CHIO Aachen Дороти Шнайдер и Showtime были номинированы на Олимпийские игры 2016 года и как раз вовремя для Олимпийских игр, обе спустились на третье место в мировом рейтинге. На Олимпийских играх Шнайдер занял третье место в Гран-при и Специальном Гран-при и, таким образом, внес свой вклад в победу немецкой команды за золотую медаль. В Гран-при по фристайлу, который учитывается в индивидуальном рейтинге, вкралось слишком много ошибок, так что она заняла шестое место в индивидуальном рейтинге с Showtime.

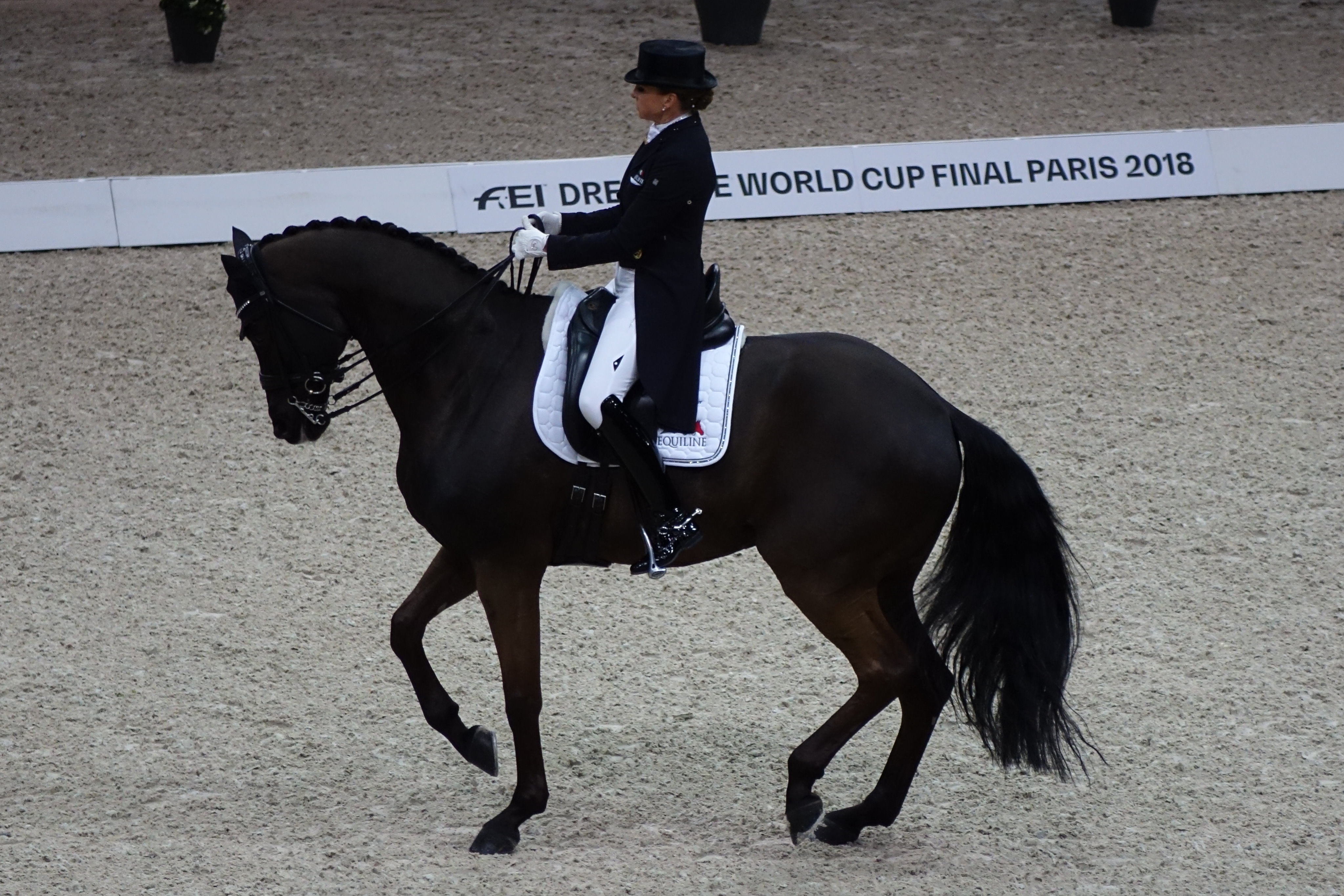
5-е место в финале ЧМ-2018 : Дороти Шнайдер и Сэмми Дэвис-младший.

Шнайдер добилась экстраординарного с жеребцом Сезуан, который был предоставлен ей , темный гнедой был чемпионом мира среди пятилетних, шестилетних и семилетних на чемпионате мира среди молодых выездковых лошадей с 2014 по 2016 г.  На чемпионате Германии в 2017 году она выиграла с Сэмми Дэвисом-младшим. бронзовая медаль в фристайле, в Grand Prix Special заняла четвертое место.
В Белый понедельник 2018 года Шнайдер во второй раз выиграл Гран-при на международной выставке лошадей в Висбадене. Там она ехала на мерине Фаусте, для которого это была его вторая особая победа на Гран-при на третьем в истории международном турнире. На чемпионате Германии в Бальве, где Дороти Шнайдер и Сэмми Дэвис-младший. завоевав две медали (бронзу в Grand Prix Spécial, серебро в Grand Prix Freestyle), Фауст также был принят в круг командных лошадей чемпионата Германии. Подобно Джессике фон Бредов-Верндль и Изабель Верт, Шнайдер был членом чемпионской команды с тремя лошадьми.  В сентябре 2018 года она была с Сэмми Дэвисом-младшим. Участник победившей команды по выездке на Всемирных конных играх в Трионе, Америка. В личном зачете она достигла 11-го места  только Grand Prix Special из-за урагана «Флоренция»).
Годом позднее Шнайдер выиграл Hanoverian Showtime FRH Кубок Германии в Grand Prix Spécial. На чемпионате Европы 2019 года в Роттердаме она обеспечила после личного рекорда в Специальном Гран-при (85,456%) серебро, что также означает первую индивидуальную медаль на чемпионате, означавшую ее карьеру. На следующий день Шнайдер впервые получила Showtime FRH в Гран-при по фристайлу более 90 процентов (90,561%) , благодаря чему она снова выиграла серебро, а также поднялась в ряд оценок, которые смогли пройти лишь несколько гонщиков. достичь на уровне Гран-при.
В июне 2021 года Шнайдер занял 4-е место с Showtime FRH , 20-е место с DSP Сэмми Дэвисом-младшим, 41-е место с Faustus и 88-е место с DSP Pathétique в мировом рейтинге всадников по выездке. С первыми тремя лошадьми она также была в олимпийской сборной Германии по выездке на 2021 год.  Шнайдер пережила момент шока в апреле 2021 года, когда ее кобыла Rock'n Rose рухнула под ней на церемонии награждения и умерла. Предположительно причиной был разрыв аорты. Дороти Шнайдер сломала ключицу. В стабилизирующем жилете из неопрена она присутствовала на наблюдениях в мае 2021 года.Олимпийские игры в Токио.  успешно прошла квалификацию, с Showtime она была там в составе немецкой команды, с которой она позже также выиграла командное золото.

## Достижения

### Олимпийские игры, чемпионаты и чемпионат мира
Олимпийские игры
- 2012, Лондон: с Diva Royal , серебро в команде и 7 место в личном зачете.
- 2016, Рио-де-Жанейро: с Showtime FRH , золото в команде и 6 место в личном зачете.
- 2020 (2021), Токио: с Showtime FRH , золото в команде и 15 место в личном зачете[16].

Чемпионат мира
- 2018, Tryon: с Сэмми Дэвисом-младшим. , Золото в команде и 11 место в личном зачете (Grand Prix Spécial).

Чемпионат Европы
- 2017, Гётеборг: с Сэмми Дэвисом-младшим. Золото с командой, 12 место в Grand Prix Special (73,249%), 11 место в Grand Prix Freestyle (76,289%).

2019, Роттердам: золото Showtime FRH с командой и серебро в Grand Prix Special (85,456%) и в Grand Prix Freestyle (90,561%).
Финал чемпионата мира
- 2018, Париж: с Сэмми Дэвисом-младшим. 5 место (81,843%)

Чемпионат Германии
- 2009, Balve: с Kaiserkult TSF 18-е место в Гран-при Spécial (65,292%)
- 2010, Мюнстер: с Kaiserkult TSF 9-е место в Grand Prix Special (69,625%) и 10-е место в Grand Prix Freestyle (71,100%).
- 2011, Balve: с Kaiserkult TSF 12-е место в Гран-при Special (68,125%) и 9-е место в Гран-при по фристайлу (73 000%)
- 2012, Balve: с Diva Royal 5-е место в Grand Prix Spécial (75,378%) и 4-е место в Grand Prix Freestyle (81,700%)
- 2014, Balve: с Forward Looking 7 - е место в Гран - при СПЕЦИАЛЬНОЕ (70,353%) и 6 - е место в Гран - при фристайл (78,450%)
- 2015, Балве: 10-е место с Сент- Эмильоном в Специальном Гран-при (72,529%)
- 2016, Balve: с серебряным призером Showtime FRH в Grand Prix Special (83,176%) и золотом в Grand Prix Freestyle (86,725%).
- 2017, Balve: с Сэмми Дэвисом младшим. 4-е место в Grand Prix Special (77,039%) и бронза в Grand Prix Freestyle (81,650%)
- 2018, Balve: с Сэмми Дэвисом-младшим. Бронза в Grand Prix Special (76,804%) и серебро в Grand Prix Freestyle (82,975%)
- 2019, Balve: золото в Grand Prix Spécial (80,745%, с Showtime FRH ), 4-е место в Grand Prix Freestyle (81,950%, с DSP Сэмми Дэвисом-младшим )
- 2020, Балве: бронза Фауста в Гран-при Special (78,706%) и бронза в Гран-при по фристайлу (81,600%)
- 2021, Balve: с бронзой Showtime FRH в Grand Prix Special (80,275%) и бронзой в Grand Prix Freestyle (89,775%)

### Лучшие международные результаты (с 2008 г.)
Гран-при выездки
- 2021: 81,522% (2-е место в CDI 4 * Kronberg с Showtime FRH )
- 2020: 77,522% (1-е место на CDI 4 * Achleiten с DSP Сэмми Дэвисом- младшим )
- 2019: 80,609% (2-е место на CDIO 5 * Aachen с Showtime FRH )
- 2018: 78,196% (2-е место на CDI 5 * Stockholm с Сэмми Дэвисом-младшим )
- 2017: 79,280% (1-е место на CDI 5 * в Мюнхене с Showtime FRH )
- 2016: 80,986% (3-е место на Гран-при Олимпийских игр в Рио-де-Жанейро с Showtime FRH )
- 2015: 76,680% (1-е место на CDI 4 * Мюнхен с Showtime )
- 2014: 75,060% (3-е место на CDI 4 * Штутгарт с Сильвано )
- 2013: 72,043% (третье место на CDI 4 * Hagen ATW с прогнозными )
- 2012: 76,277% (8-е место на Гран-при Олимпийских игр в Лондоне с Diva Royal )
- 2011: 72,851% (3-е место на CDI-W во Франкфурте с Diva Royal )
- 2010: 67,064% (7-е место на CDI 3 * Мюнхен-Рим с Kaiserkult TSF )
- 2009: 68,128% (7-е место на CDI 3 * Мюнхен-Рим с Kaiserkult TSF )
- 2008: 66,460% (10-е место на CDI 3 * Stadl Paura с Kaiserkult TSF )

Гран-при специальный
- 2021: 82,575% (3-е место в CDI 4 * Kronberg с Showtime FRH )
- 2020: 74,617% (2-е место на CDI 4 * Ольденбург с Фаустом )
- 2019: 85,456% (2-е место на ЧЕ в Роттердаме с Showtime FRH )
- 2018: 76,426% (2-е место на CDI 4 * Штутгарт с Фаустом )
- 2017: 81,137% (1-е место на CDI 4 * Мюнхен с Showtime FRH )
- 2016: 82,619% (3-е место на Гран-при Олимпийских игр в Рио-де-Жанейро с Showtime FRH )
- 2015: 80,294% (1-е место на CDI 4 * Мюнхен с Showtime )
- 2014: 75,020% (4 - е место на CDI 4 * Дортмунде с Forward Looking )
- 2013: 70,708% (5-е место на CDI 3 * Мюнхен-Рим с Kaiserkult TSF )
- 2012: 77,571% (6-е место на Гран-при Олимпийских игр в Лондоне с Diva Royal )
- 2011: 72,604% (4-е место с Ван-мужчиной )
- 2010: 67,625% (8-е место в CDIO 3 * Saumur с Kaiserkult TSF )
- 2009: 66,750% (6-е место на CDI 4 * Donaueschingen с Kaiserkult TSF )
- 2008: 64,080% (14 место на CDI 3 * Stadl Paura с Kaiserkult TSF )

Гран-при Фристайл
- 2021: 82,375% (2-е место на CDI 4 * Kronberg с Фаустом )
- 2020: 81,075% (7-е место на CDI-W Amsterdam с DSP Сэмми Дэвисом-младшим )
- 2019: 90,561% (2-е место на ЧЕ в Роттердаме с Showtime FRH )
- 2018: 84,725% (3-е место на CDI 5 * Stockholm с Сэмми Дэвисом-младшим )
- 2017: 83,415% (1-е место на CDI-W в Зальцбурге с Сэмми Дэвисом-младшим )
- 2016: 86,925% (3-е место на CDIO 5 * Aachen с Showtime FRH )
- 2015: 78,125% (6-е место на CDI-W в Штутгарте с Ульрих Эквайн Сент-Эмильон )
- 2014: 79,475% (4-е место на CDI-W Stuttgart с прогнозом )
- 2013: 78,050% (третье место на CDI 4 * Hagen ATW с прогнозными )
- 2012: 81,661% (7-е место в Гран-при по фристайлу Олимпийских игр в Лондоне с Diva Royal )
- 2011: 77,025% (3-е место на CDI-W Frankfurt Diva Royal )
- 2010: 71,450% (7-е место в CDIO 3 * Saumur с Kaiserkult TSF )
- 2008: 70,750% (4-е место на CDI 3 * Strassen с Kaiserkult TSF )

## Лошади

### В настоящее время
- Showtime FRH (* 2006), темно-коричневый ганноверский мерин, отец: Сандро Хит , мать: Ротспон.
- DSP Сэмми Дэвис мл. (* 2006), баварский черный уоллах, отец: Сан-Ремо, мать: Венкстерн.
- Фауст 94 (* 2008), темно-коричневый ганноверский мерин, отец: Фальстербо, мать: Форрест.
- DSP Pathétique (* 2008), гнедая кобыла DSP , отец: квотербек, мать: Касадо
- Дон Сисмо из Quadriga (* 2007), мерин гнедой Ольденбургский , отец: Даймонд Хит, мать: Кампари М
- Quantum Vis MW (* 2009), гнедой ганноверский мерин, отец: Quaterback, мать:: Gloster
- First Romance 2 (* 2010), темно-коричневый мерин Württemberg , отец: Fürst Romancier, мать: Day Dream
- Mister-C 2 (* 2009), гнедой ганноверский жеребец, отец: Quaterback
- Sisters Act OLD vom Rosencarree (* 2012), темно-гнедая Ольденбургская кобыла, отец: Сандро Хит, мать: Royal Diamond

### Бывшие турнирные лошади Дороти Шнайдер
- Fohlenhofs Rock 'n Rose (* 2004; † 2021  ), темная гнедая ганноверская кобыла, отец: Рубин Роял СТАРЫЙ, мать: Файнер Стерн[17].
- Ван Дейк (* 1984; † 2018), тракененский темно-каштановый жеребец, отец: Патриций xx, мать: Ибикус
- Polarzauber TSF (* 1996), гнедой тракененский жеребец, отец: EH Charly Chaplin, мать: EH Tenor
- Перевозчик (* 1996), коричневый вестфальец- Валах, отец: Флорестан I,  мать: Disco-Star
- Dynamico (* 1998), гнедой ганноверский мерин, отец: Дон Примеро,  мать: Вельтмайер
- Сильвано (* 1999), темно- гнедой жеребец KWPN , отец: Рубинштейн,  мать:: Коктейль
- Kaiserkult TSF (* 1998), гнедой тракененский жеребец, отец: EH Van Deyk,  мать: Gajus
- Взгляд в будущее (* 2001), гнедая вестфальская кобыла, отец: Фидермарк I,  мать: Динар Л.
- Дива Роял (* 2002), тёмно-гнедая ганноверская кобыла, отец: Дон Фредерико,  мать: Варкант.
- Сент-Эмильон Ульрих Эквайн (* 2005), вестфальский черный мерин, отец: Сандро Хит, мать: с 2017 года ездит Изабель Фриз.
- Сезуан (* 2009), черно-коричневый датский теплокровный жеребец, отец: Блю Хорс Зак,  мать: Дон Шуфро.

## Награды
В ноябре 2012 года она в числе   163 спортсменов были награждены Серебряным лавровым листом.  В рамках чемпионата Германии в Бальве в 2019 году ей было присвоено звание мастера верховой езды.